# 夏洛特縣 (維吉尼亞州)
夏洛特縣是美国弗吉尼亚州南部的一個郡，面積1,237平方公里。根据2020年美國人口普查，共有人口11,529人。縣治夏洛特法院大樓（Charlotte County Court House）。該縣成立於1764年，縣名紀念英王喬治三世的王后、梅克伦堡-施特雷利茨的夏洛特（Charlotte Sophia of Mecklenburg-Strelitz）。